# Trèo cây lùn
Trèo cây lùn, tên khoa học Sitta pygmaea, là một loài chim trong họ Sittidae.